# معركة هوهينليندن
خاضت معركة هوهينليندن في 3 ديسمبر 1800 ، خلال حروب الثورة الفرنسية. فاز الجيش الفرنسي بقيادة جان فيكتور ماري مورو بانتصار حاسم على النمساويين والبافاريين الذي يقودهم الأرشيدوق يوحنا النمساوي. بعد أن اضطر الحلفاء إلى التراجع الكارثي، اضطروا إلى طلب الهدنة التي أنهت حرب التحالف الثاني. تقع هوهينليندن على بعد 33 كم شرق ميونخ في ألمانيا الحديثة.
وقد اشتبك جيش مورو بقوة 56,000 من الفرقة (MG) نحو 64000 من النمساويين والبافاريين. انتقل النمساويون، الذين اعتقدوا أنهم كانوا يطاردون العدو، عبر تضاريس مشجرة على أربعة فرق منفصلة. بدلاً من ذلك، نصب مورو كمينًا للنمساويين عندما خرجوا من غابة إبرسبرج أثناء إطلاق فرقة MG في غلاف مفاجئ من الجناح الأيسر النمساوي. تم عرض مبادرة فردية رائعة، مكنت جنرالات مورو من تطويق وتحطيم أكبر عمود نمساوي.
هذا الانتصار الساحق، إلى جانب فوز القنصل الأول نابليون بونابرت في معركة مارينغو في 14 يونيو 1800 ، أنهى حرب التحالف الثاني. في فبراير 1801 ، وقع النمساويين معاهدة لونيفيل ، وقبلوا السيطرة الفرنسية حتى نهر الراين وجمهوريات الدمى الفرنسية في إيطاليا وهولندا. بدأت معاهدة أميان اللاحقة بين فرنسا وبريطانيا أطول انقطاع في حروب الفترة النابليونية.

## الخلفية

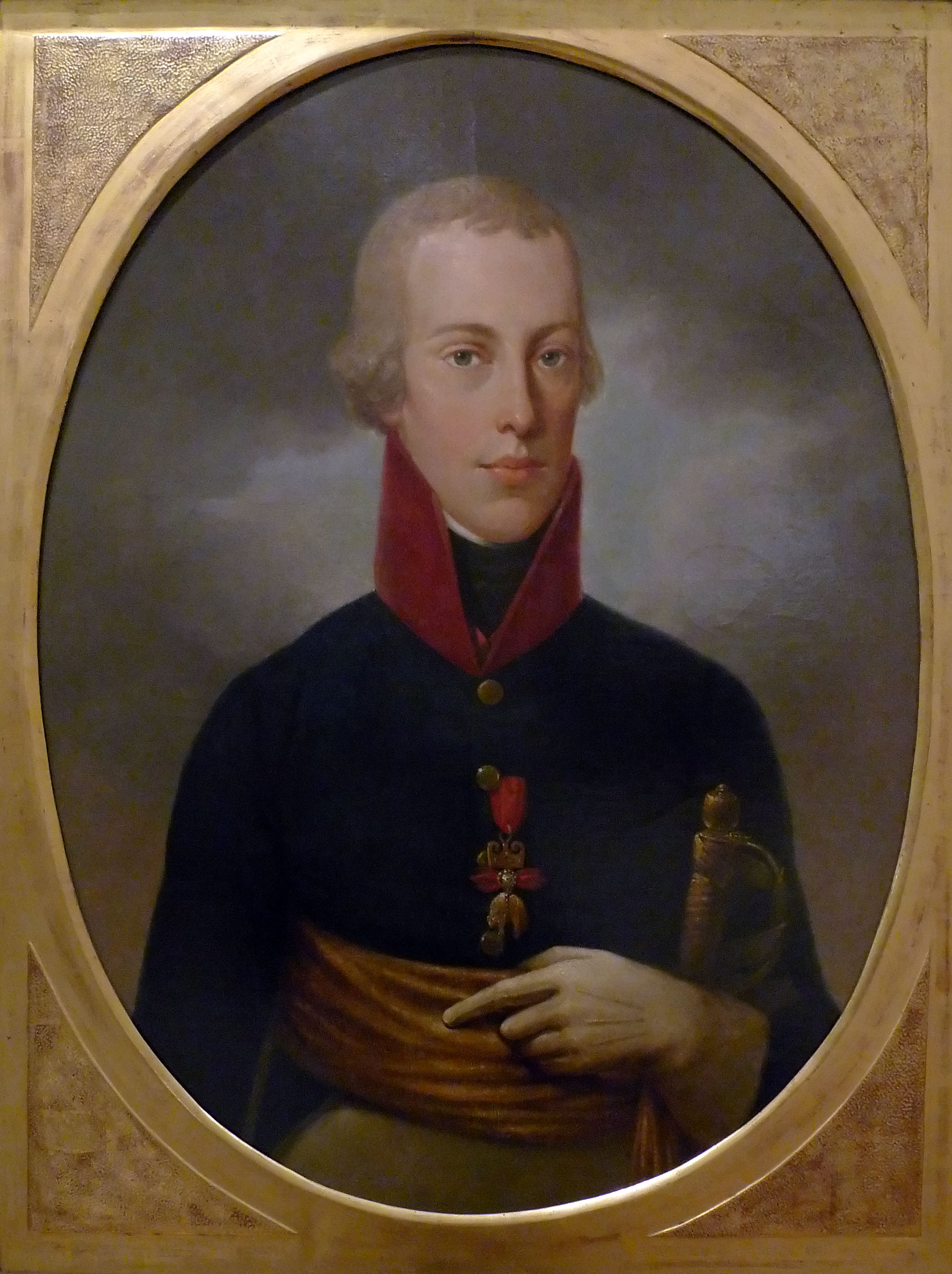
الأرشيدوق يوحنا النمساوي

من أبريل إلى يوليو 1800 ، قاد العام للفرع بول كراي الجيش النمساوي من نهر راين إلى إن (نهر) مع انتصارات مورو في شتوكاخ، مسكيرش، وهوشتات أن در آيش. في 15 يوليو، وافق المقاتلون على هدنة. بعد أن أدرك أن كراي لم يعد على مستوى المهمة، قام الإمبراطور فرانسيس الثاني بإزالته من القيادة. عرضت لأول مرة علي الأرشيدوق فرديناند كارل جوزيف من النمسا-إيستي وأرشدوك جوزيف ، بلاتين من هنغاريا قيادة الجيش ولكن كلاهما رفض. ولأن شقيقه، القائد الأرشيدوق تشارلز، دوق تيشين، رفض أيضًا الأمر، عين الإمبراطور شقيقًا آخر هو الأرشيدوق جون البالغ من العمر 18 عامًا. من الواضح أن الشباب عديم الخبرة لا يستطيعون تحمل هذه المسؤولية الهائلة، لذلك رشح الإمبراطور فرانز فون لوير ليكون الرجل الثاني مع جون وروج له إلى فيلدزيغمايستر. تم توجيه جون لتعليمات لوير. لمزيد من تعقيد هيكل القيادة الخرقاء، عُيِّن أوبرست العدواني (الكولونيل) فرانز فون ويرثر رئيسًا لموظفي جون.
تم تجديد الهدنة في سبتمبر ولكن انقضت في 12 نوفمبر. وبحلول هذا الوقت، أقنع ويرثر جون ولوير بتبني موقف هجومي. وطالب بخطة ويهرر بسحق الجناح الايسرالفرنسي بالقرب من لاندسهوت وجنوب إرغام تم قطع اتصالات مورو غرب ميونخ. بعد بضعة أيام من السير، أصبح من الواضح أن الجيش النمساوي بطيئًا جدًا في تنفيذ مثل هذه الخطة الطموحة. لذا أقنع لوير الأرشيدوق لتحويل المشروع إلى هجوم مباشر على ميونخ. وحتى مع ذلك، فإن هذا التقدم المفاجئ اشعلت قوى مورو الفرنسية المتفرقة إلى حد ما على حين غرة وحقق التفوق المحلي.
في معركة امبفينج (1800) في 1 ديسمبر، قاد النمساويين جزءًا من الجناح الأيسر للجنرال بول جرينييه. تمكن الفرنسي المهزوم من إلحاق 3000 ضحية بالنمساويين بينما عانى فقط 1,700 من الخسائر. ومع ذلك، عندما وجد القادة النمساويون أن غرينير أخلى هاج في أوبربايرن في اليوم التالي، أصبحوا منتشون. ألغى كل من الأرشيدوق جون وويرر المحامي الحذر من لور وأطلقوا سعيًا شاملاً للعدو الذي كانوا يعتقدون أنه يهرب. ومع ذلك، قرر مورو الوقوف والقتال، ونشر جيشه في أرض مفتوحة قرب هوهنليندين. لمقاربة موقفه، كان على البافاريين النمساويين التقدم غربًا مباشرة من خلال التضاريس الشاهقة.

## الخطط

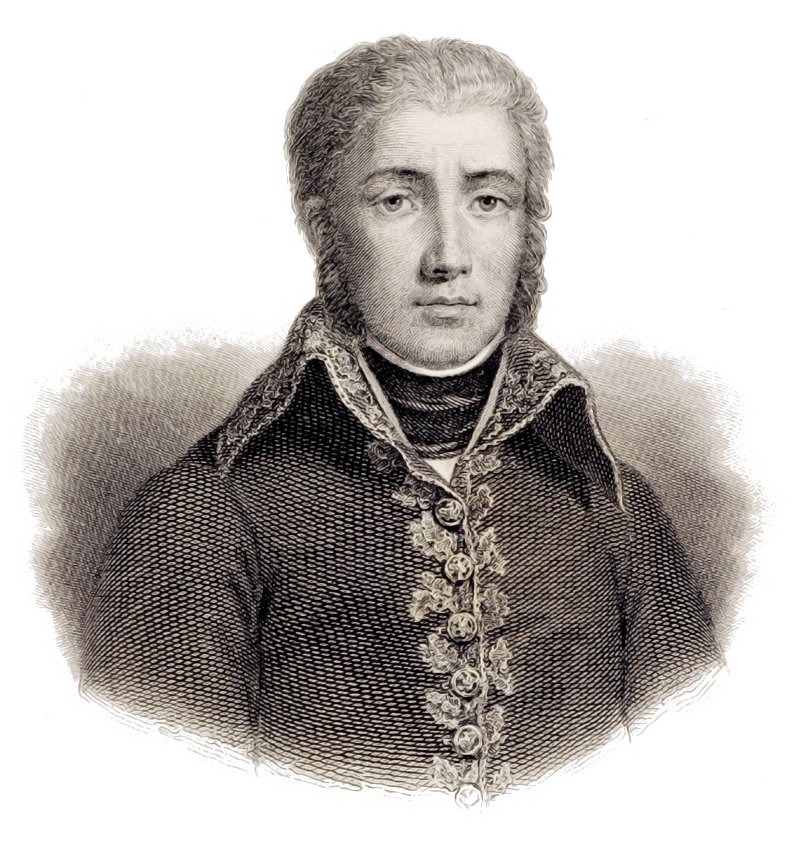
جان فيكتور ماري مورو

تألف الموقف الدفاعي الرئيسي لمورو من أربعة أقسام تواجه الشرق. من الشمال إلى الجنوب، كان هؤلاء يقودهم قائد الفرقة كلود ليجراند (7,900) ، اللواء لويس باستول (6,300) ، الجنرال ميشيل ني (9,600) والجنرال في شعبة عمانوئيل غروشي (8,600). تنتمي أقسام ليجراند وباستول وني إلى فيلق جرينير. قبض مورو علي 1700 من سلاح الفرسان الثقيل تحت قيادة الجنرال جان جوزيف أنجي دو هوبول في المحمية. في الجنوب بالقرب من إبرسبرغ كان هناك قسمان آخران، تحت قيادة جنرالات شعبة أنطوان ريشابانس (10,700) وتشارلز ديكاين (10,100). شكلت فرق دو هوبول، ريشابانس، ديكاين، وغروشي فيلق احتياطي. خطط مورو لجعل ريشابانس شمال شرق لضرب اليسار النمساوي، أو الجناح الجنوبي.و الخطّه الرئيسية كانت تناور في التضاريس المفتوحة والهجوم المضاد للنمساويين عندما خرجوا من الغابة. بدعم ريشابانس .
وفقا لخطة المعركة التي وضعها ويرثر، تقدم النمساويين في الغرب في أربعة فرق. من الشمال إلى الجنوب، كان فرقة فيلد مارشال-ليوتنانت مايكل فون كينماير (16.000)، و فرقة فيلدرمال-ليوتنانت لويس-ويلبرورد-أنطوان بايلت دي لاتور الأيمن (10,800)،  و فرقة مركز اليسار فيلدزيغميستر يوهان كولوترات (20,000) )، و يوهان سيغيسموند ريش (13,300). وسارت الفرق الثلاثة الجنوبية بالقرب من الطريق الرئيسي من هاج إلى هوهينليندن. في هذه الأثناء، اتبع كينماير وادي نهر إيسن من دورفن غربًا إلى ليندورف، ثم جنوبًا إلى إيسن، قبل أن يقترب من سهل هوهنليندين من الشرق. استقر الأرشيدوق جون مع قوة كولوترات، واستخدموا الطريق السريع الرئيسي بين الشرق والغرب. استخدمت فرقة لاتور فقط إلى الشمال من الطريق السريع، في حين اتبع ريش مسارات فقط إلى الجنوب. بسبب التضاريس الحرجية الكثيفة والطرق السيئة والعاملين الفقراء، كانت الفرق النمساوية لا تدعم بعضها البعض. اعتقد قادتهم عن طريق الخطأ أن الفرنسيين كانوا في حالة تراجع وانهم كانوا يهرعون للقبض على أعدائهم قبل أن يتمكنوا من الفرار.

## المعركة

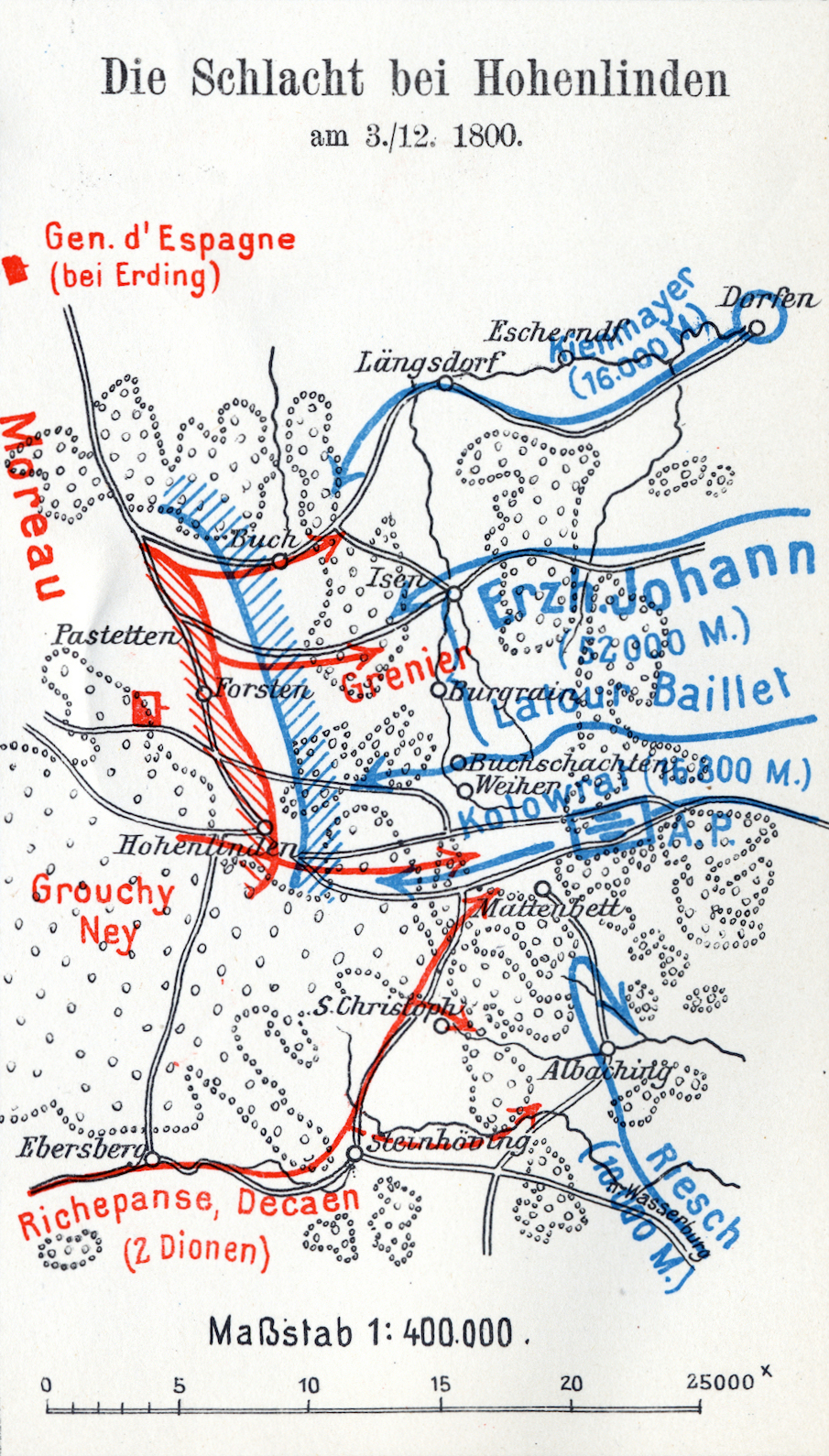
خطة المعركة

### كولوترات ومعركة غراكي
كل الفرق النمساوية بدأت عند الفجر. زحف على طول الطريق السريع في جميع الأحوال الجوية، عاقت فرقة كولوترات على الرغم من الثلوج الكثيفة. في الساعة 7:00 صباحا، اصطدم جراسة المتقدم بقيادة الميجور جنرال فرانز لوبر بالقائد رقم 108 من فرقة المشاة الخطية العقيد بيير - لوي بينيت دي ماركونيريت. و اثر الاصتدام دفاعا عميقا في الغابة، عقد 108 علي أرض الواقع في البداية. ولكن، أرسل اللواء ليليو سبانوتشى كتيبة مدفعية عسكرية في هجوم من جانبه وأدى إلى عودة الفرنسيين. ارتكب كولوترات واللواء البرفار اللواء بيرنهارد ايراسموس فون دروي وكتيبة ثانية من الغريناديين معركة ادت الي استمرار الهجوم.
عندما انفجر النمساويون من خط الشجرة، قاد غروشي هجومًا مضادًا قويًا من سلاح المشاة والفرسان. تعودت قوات كولوترات إلى الوراء حيث قام أفراد الفرقة الـ11 من الفوج المتشاجرين بكسر ساحة من القناصين، وتغلب فوج هوسر الرابع على بطارية مدفعية. بعد أن خسر خمس مدافع، قرر كولوترات تعليق فرقته حتى جاء لاتور على جناحه. وبسبب قلقه من جناحه الأيسر المفتوح، أرسل كتيبتين عسكريتين بحثًا عن فرقة ريش.

### الهجوم على جناح جرينير

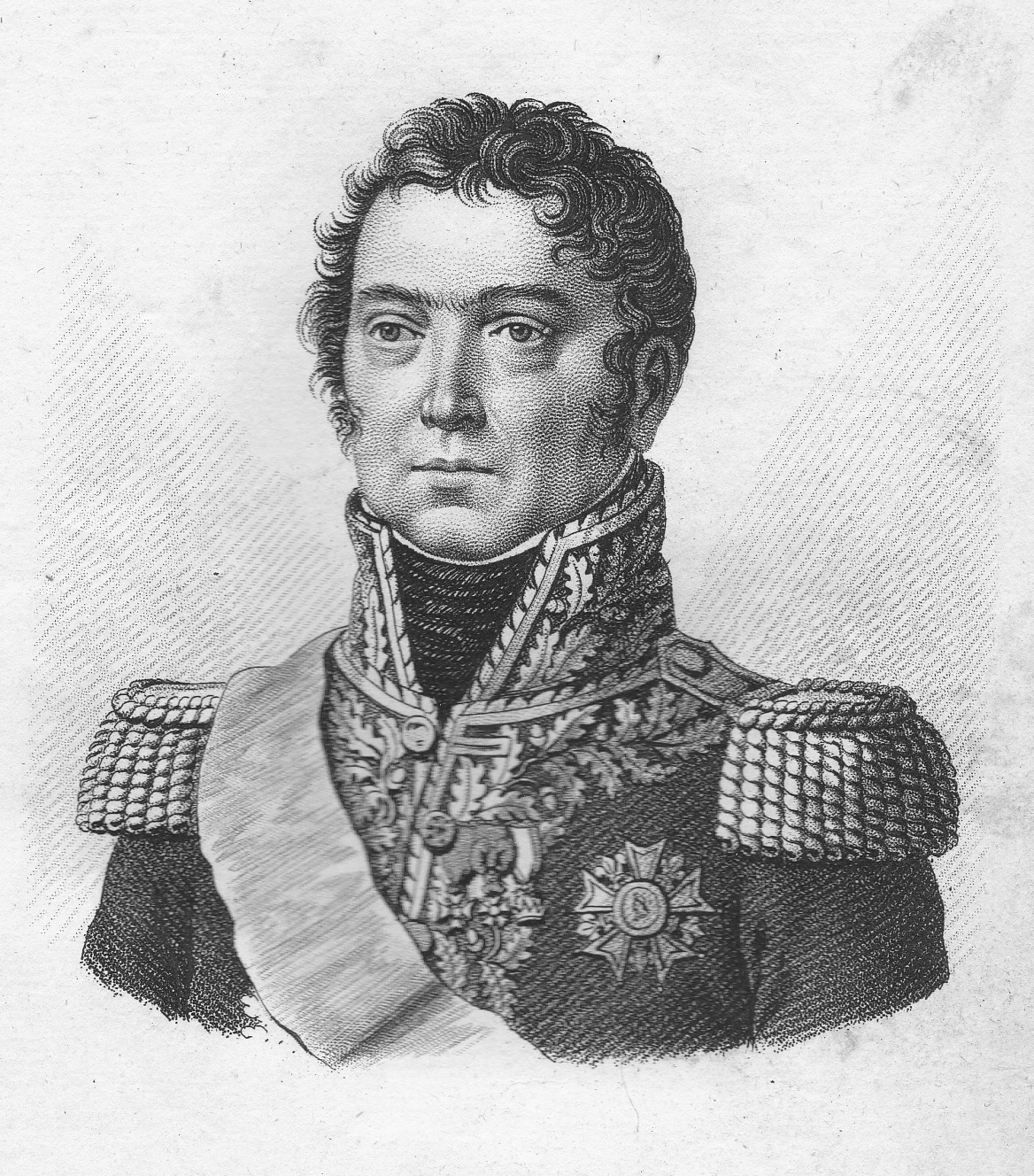
بول جرينير

إلى الشمال، قام كينماير بتطهير البؤر الاستيطانية الفرنسية من إيسن. نفذت هذه الانسحابات المخططة غربًا إلى خط الدفاع الرئيسي الي جرينير. قام الأميرال فيلدمارش-لوتنانت كارل من شوارزنبرج، الذي قاد قسم اليسار، بالضغط جنوبً غربًا ليصطدم بفرقتي باستول وميشيل ني. استولت قوة نمساوية على بلدة فورسترن، لكن مورو قام بسلاح الفرسان الاحتياطي في مطار هاهبول للمساعدة في طردهم. بدأ الصراع ذهابا وإيابا على قرى تادنغ، ويتينغ، وكريلينج، وكروناكير، التي تمتد في الشمال إلى الجنوب. الفوج النمساوي موراي فوج المشاة. 55 تميز نفسها في القتال من أجل كروناكييه، التي تقع على بعد 1.3 كم شمال هوهينليندن. في الجهة الشمالية البعيدة، بدأ قسم فيلدمارشول-لوتنانت آرتشوك فرديناند في العمل ضد لجراند بالقرب من بلدة هارثوفن.
أما فرقة لاتور، كانت تتحرك على طول مسارات الغابات الموحلة وسط الثلوج والقيود المتجمدة، فقد تراجعت عن الجدول الزمني. في الساعة 10:00 صباحا، كانت الفرقة لا تزال جيداً في مؤخرة فرقة كولوترات . في هذا الوقت، كان يمكن سماع إطلاق النار من معارك كينماير وكولوترات بوضوح إلى الأمام. والأكثر إثارة للقلق هو أصوات المعارك من الجنوب. اتخذ لاتور القرار الاستثنائي بتقسيم أقسام فيلدمارشول-لوتننتس الأمير فريدريش من هيسن-هومبورغ وفريدريتش هوهنلوه-إنغلفينغن إلى فرق عمل صغيرة. أرسل كتيبة مشاة واحدة وستة أسراب من سلاح الفرسان إلى الشمال للبحث عن كينماير. وسارت كتيبة واحدة وأربعة أسراب جنوبًا للعثور على كولوترات . بعد دفع الجزء الأكبر من الفرقة إلى قرية ميتباخ، أرسل لاتور كتيبتين وسربين للمساعدة في هجوم شوارزنبرغ وثلاث كتائب وبطارية مدفعية لمساعدة كولوترات . هذا تركه مع ثلاث كتائب فقط وستة أسراب.

### اختام ريتشلانس

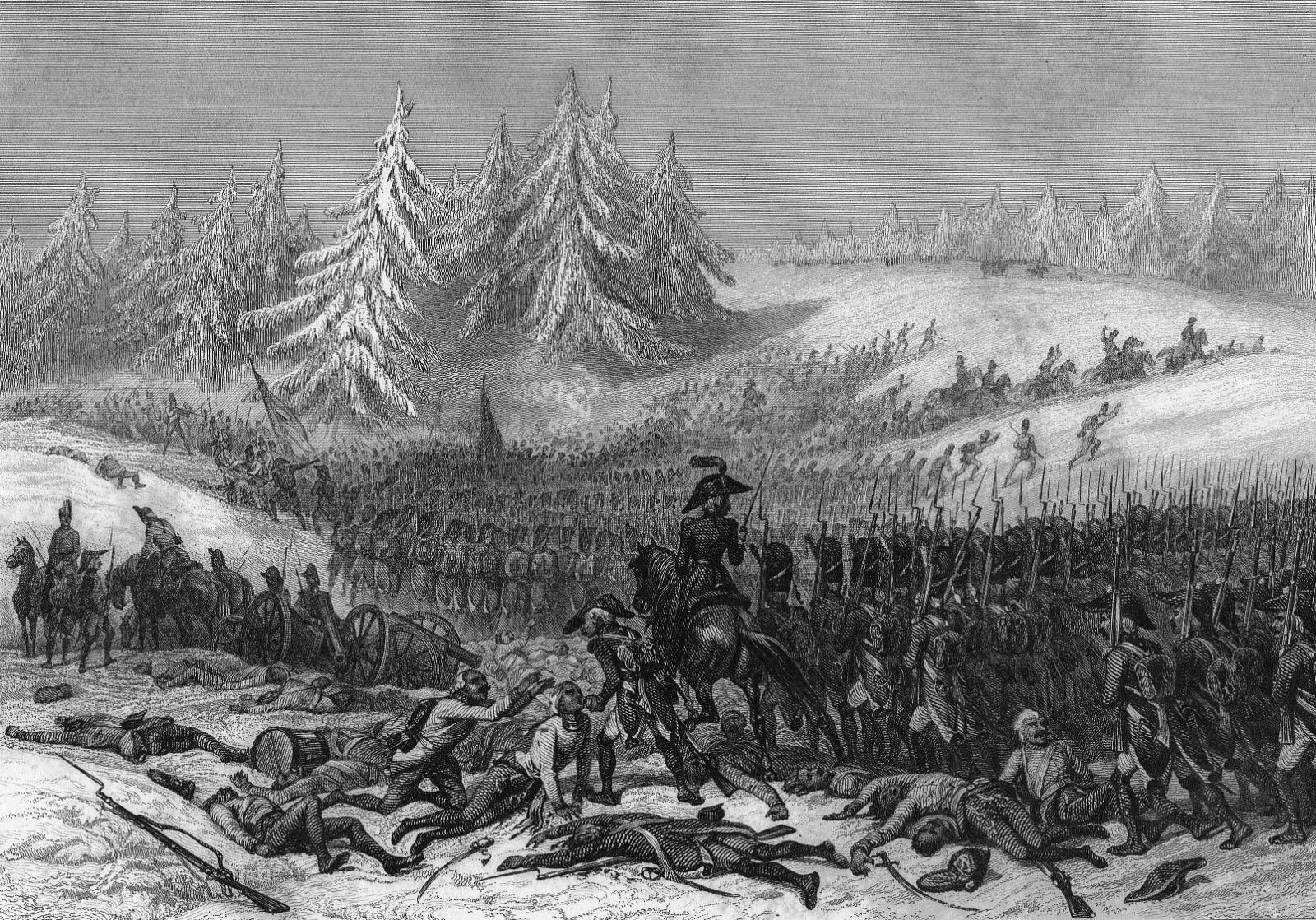
هوهينليندن : ريتشلانس

مثل لاتور، كان على قوات ريش أن تتعامل مع الطرق الرهيبة وسقوط الثلوج. سقطوا وراء كولوترات، ووصل إلى الباچینگ فقط في الساعة 9:30 صباحا. وبناء على ذلك، مرت شعبة ريشابانس أمام ريش. بالقرب من قرية سانت كريستوف، تعثرت كتيبتان من الغريناديين النمساويين أرسلهما كولولرات على فرقة ريشيبانشي، مما أدى إلى قطع قسمه إلى النصف. بعزم وحيد العقل، ترك الجيش الفرنسي لواءه الخلفي تحت قيادة اللواء جان بابتيست درويت لمحاربته وسافر إلى الشمال مع لواءته الرائد.
مع الخط الثامن اللواء النصف وأول حصان الصيادين، استولى ريشابانس على قرية ماتنبتش وتقدم إلى الطريق السريع الرئيسي. هناك واجه عناصر من فيلدمارشل-ليوتنانت الأمير يوهان من فرقة فرسان ليختنشتاين. وترك ريكيبانسي فرقته المسبقة لتحمل العبء الأكبر من اتهامات الجنرال كريستيان ولفسكيل العامة، وقام بتدوير خط 48 ديمي - لواء الغرب على الطريق السريع. وإدراكا منه أن هذا الطريق تم نقله مباشرة إلى منطقة كولوترات الخلفية، قام بتشكيل الكتائب الثلاثة التابعة للواء ديمي جنبًا إلى جنب مع مناوشات تحمي الأجنحة. أثناء إلقاء نيرانه على الشرق، جمع ويرير ثلاثة كتائب بافارية من فرق كولوترات وأرسلهم للتحقيق. انتقلت هذه الوحدات إلى الجنوب الشرقي وأصبحت متورطة في القتال مع درويت. وظهرت كتيبتان بافاريتان أخرتان تحت قيادة الجنرال كارل فيليب فون فريدي وسدتا طريق ريكانبس. بعد قتال قصير، طغى الخط 48 على رجال وريديين ووقعوا جرحًا.
أخبرته دوريات ريش أن هناك فرقتين فرنسيتين في المنطقة. بدلا من الدفع إلى القتال المستعر إلى الأمام، قرر بحذر أن ينتظر مرافقيه للوصول إلى الباتشينج. ثم سقط في نفس خطأ لاتور. قسّم فرقته القوية تحت فلدمارشول-لوتنانت إغناز غيولاي وفيلدمرشال-لوتنانت ماكسيميليان، كونت ميرفلدت إلى خمسة فرق صغيرة، أرسل كل منهما إلى الأمام في مسار غابة منفصلة. احتجز ريش ثلاث كتائب ومعظم سلاحه كاحتياطي.

### أزمة

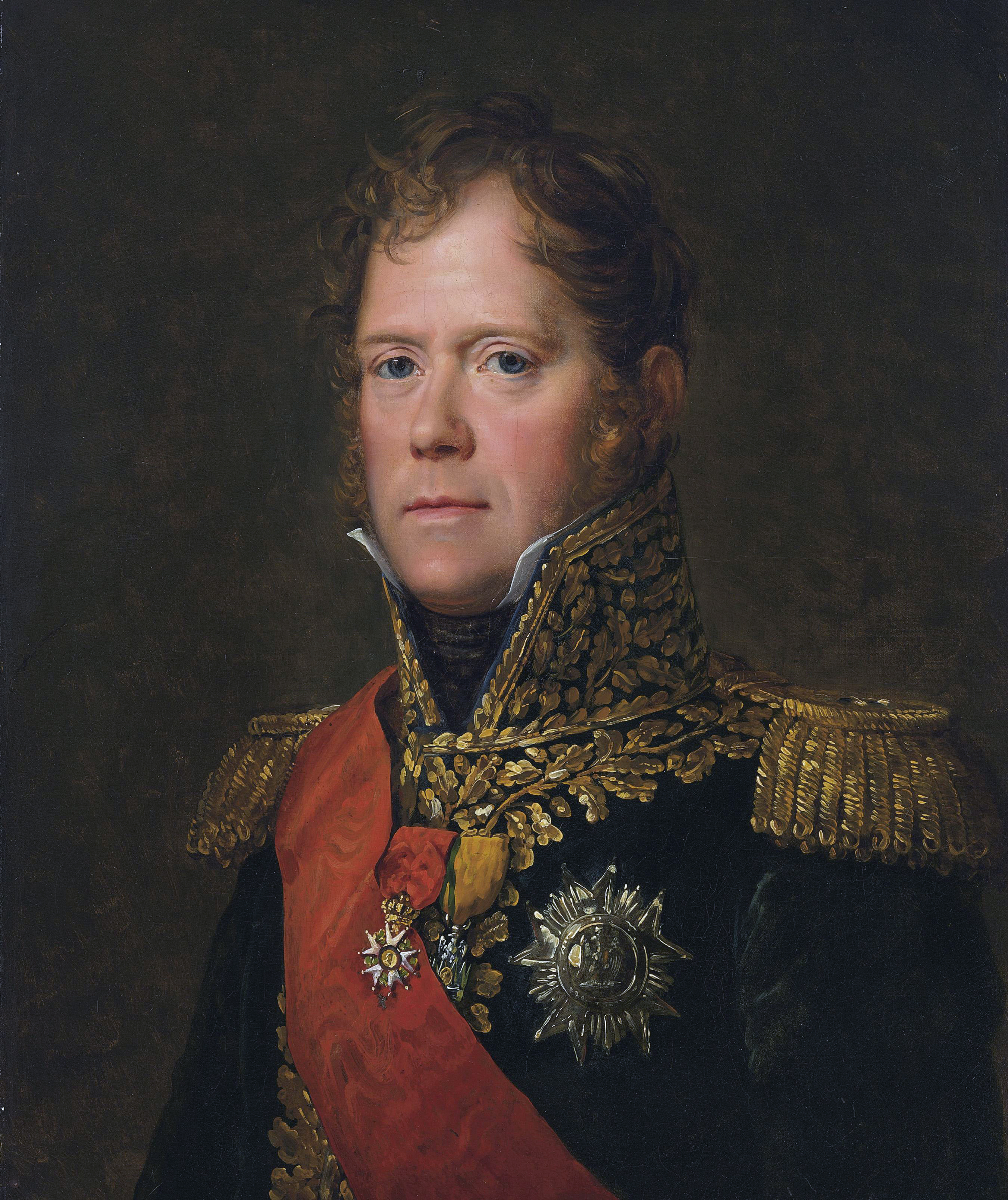
ميشيل ني

في الساعة 11:00 صباحا، جاء ديكاين في دعم لواء درويت بالقرب من الطرف الجنوبي من ساحة المعركة. كان الوضع سائلاً للغاية، حيث تتداخل الوحدات مع بعضها البعض في تساقط كثيف للثلوج. تدفق القوات الفرنسية اخترق أخيراً المعارضة. قاد درويت قواته شمالا إلى الطريق السريع، حيث لا يزال الخط الثامن يحارب سلاح الفرسان ليختنشتاين. تحت قيادة ديونوب الدنماركي، انتقل ديكاين إلى الشرق للتصدي لريش. تغلب رجال درويت على الفرق الصغيرة واحدا تلو الآخر، ودفعهم مرة أخرى إلى مرتفعات الباشنج. تمكنت النمسا من التمسك بموقعه على قمة تل وإلقاء القبض على 500 جندي فرنسي بينما كانوا يعانون 900 ضحية.
واستشعارًا لصروفه، أمر مورو أقسام جرينير وغروشي بالهجوم ظهرًا. غير متأثرًا بالضغط الضعيف الذي مارسه لاتور على جبهته، ودخل ميشيل ني إلى يمينه وبدأ في قصف قوات كولوترات .و الضغط على هجومه، اجتاح مواقعهم، واستول على 1000 جندي وعشرة مدافع. عاد غروشي أيضا إلى الهجوم. هيمنت في ثلاثة جوانب من قبل ميشيل ني، غروشي وريغبانسي، عمود كولوترات تفكك في نهاية المطاف في هزيمة غير منظمة . نجا الأرشيدوق جون من الاستيلاء على حصان سريع، ولكن العديد من رجاله لم يحالفهم الحظ، واستسلم الآلاف من النمساويين والبافاريين المحبطين. بالإضافة إلى ذلك، سقط أكثر من 60 قطعة مدفعية في أيدي الفرنسيين.
علم لاتور من مصير فرق المركز الأيسر عندما غمرت الهاربين الغابة القريبة. تخلى عن منصبه، تراجع لإصلاح نفسه. عندما حصل كينماير على أخبار عن تدمير كولوترات، أمر قادة فرقته بالتراجع. بعد معركة قصيرة ضد لجراند في الجهة الشمالية، انسحب الأرشيدوق فرديناند مع لواء الجنرال كار فون فونسينت الذي يغطي انسحابه. وأبلغ ليجراند عن سقوط أقل من 300 ضحية أثناء جمع 500 سجين وثلاثة مسدسات. وبفضل قيادة شوارزنبرغ القتالية القديرة، نجا قسمه من نقطة ضيقة للغاية. في مرحلة ما، جاء ضابط فرنسي إلى الأمام تحت علم الهدنة للمطالبة باستسلامه، لكن النمساويين نجحوا في فصل قيادته وأحضرهم إلى الأمان في ذلك المساء دون خسارة مدفع واحد.

## بعد

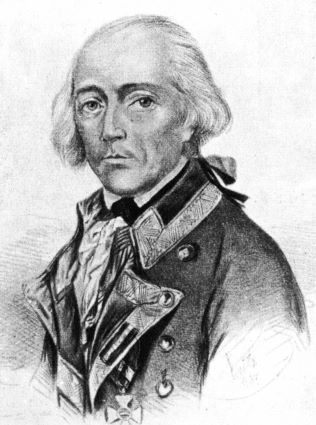
فرانز لوير

وأفاد النمساويون عن وقوع 798 قتيلاً و 3,687 جريحًا و 7195 سجينًا، مع 50 مدفعًا . وبلغ عدد الضحايا البافاريين 24 قتيلاً فقط و 90 جريحا، لكن خسائرهم شملت أيضا 1754 سجينا و 26 قطعة مدفعية و 36 قيسونا. وبأرقام مستديرة، يصل عدد القتلى والجرحى إلى 600 4 شخص، بالإضافة إلى 9,950 جندي و 76 بندقية. اعترف الفرنسيون بوقوع 1,839 جندي ومدفع واحد واثنين من قيسونات. منذ فشل العديد من الوحدات في تحويل التقارير ، ربما خسر جيش مورو 3000 رجل على الأقل. أصيب باستول بجروح قاتلة.
بعد الكارثة ، وجدت القيادة العليا النمساوية كبش فداء في لوير الذي تقاعد بشكل مؤقت. ألقى الأرشيدوق جون باللوم على ريش لكونه بطيئا ، لكنه اعتبر أيضا لاتور وكينماير على خطأ. نجا ويهرر من اللوم ، وفي عام 1805 ساهم خطته في معركة اوسترليتز(1805) في تلك الكارثة. وألقى اللفتنانت جنرال كريستيان زويبروكين بالومرعلى الجهل النمساوي وعدم الكفاءة. وبصرف النظر عن شوارزنبرج ، أظهر القادة النمساويين القليل من المبادرة. في هذه الأثناء .
أرشدوك جون أمر جيشه المعنوي في التراجع. تابع مورو ببطء حتى 8 ديسمبر. ثم ، في غضون 15 يومًا ، تقدمت قواته على مسافة 300 كم واستولت على 20.000 نمساويًا. كان جنرال لينج أوف جنرال كلاود لوكوربي قد تجاهل جانبا ريش في روزنهايم في 9 ديسمبر. في سالزبورغ في 14 ديسمبر ، أوقف ال الارشيدوق قبالة ليكوربي في نجاح خلفي. ومع ذلك ، في سلسلة من الإجراءات خلال الأسبوع التالي ، فقد الجيش النمساوي التماسك. تميزت رشيبانزي كثيرا في السعي. في 17 ديسمبر ، عندما قام الأرشيدوق تشارلز بإعفاء شقيقه جون ، كان الجيش النمساوي مجرد رعاع. و وصلت القوات الفرنسية 80 كيلومترا من فيينا ، طلب تشارلز هدنة ، والتي منحت مارسو في 25 ديسمبر. النصر الفرنسي الحاسم في هوهنليندين وضع مورو كمنافس محتمل لنابليون بونابرت.

## ميراث
المعركة هي موضوع قصيدة هوهينليندن التي كتبها توماس كامبل (1777-1844). الآية الأولى هي:
All bloodless lay the untrodden snow;
And dark as winter was the flow	 
Of Iser, rolling rapidly.» – توماس كامبل.
تم تسمية المدينة الأمريكية في ليندن ، ألاباما ، والمعروفة أصلا باسم هوهينليندن ، على شرف هذه المعركة. أنشئت لتكون بمثابة مقعد مقاطعة مارينغو. كان المستوطنون الأوروبيون الأوائل بالمقاطعة من المنفيين الفرنسيين ، وكثير من المستوطنات التي أسسوها تم تسميتهم على شرف الانتصارات النابليونية.